# ایسوس ممو پد اچ‌دی ۷
ASUS MeMO Pad HD 7 یک تبلت پایین رده کم قیمت اندرویدی است که توسط شرکت تایوانی Asus تولید شده است. این تبلت در ماه ژوئن معرفی و در ژوئیه ۲۰۱۳ (تیر ۱۳۹۲) وارد بازار شد. این دستگاه سیستم‌عامل اندروید 4.2 (نام‌کد: ژله باقلا) را اجرا می‌کند. مشخصات فنی این دستگاه شامل صفحه نمایش ۷ اینچی ال‌ای‌دی IPS، پردازنده ۴ هسته‌ای ۱.۲ گیگاهرتز ARM Cortex-A7، ۱ گیگابایت رم، ۸ گیگابایت حافظه داخلی  یا حافظه داخلی ۱۶ گیگابایتی و دوربین عقب ۵ مگاپیکسل.
یک جانشین با نام Asus MeMO Pad 7 ME176 در ۲ ژوئن ۲۰۱۴ معرفی شد، که از پردازنده اتم اینتل ۶۴ بینی Z3745 استفاده می‌کند.